# Bisben

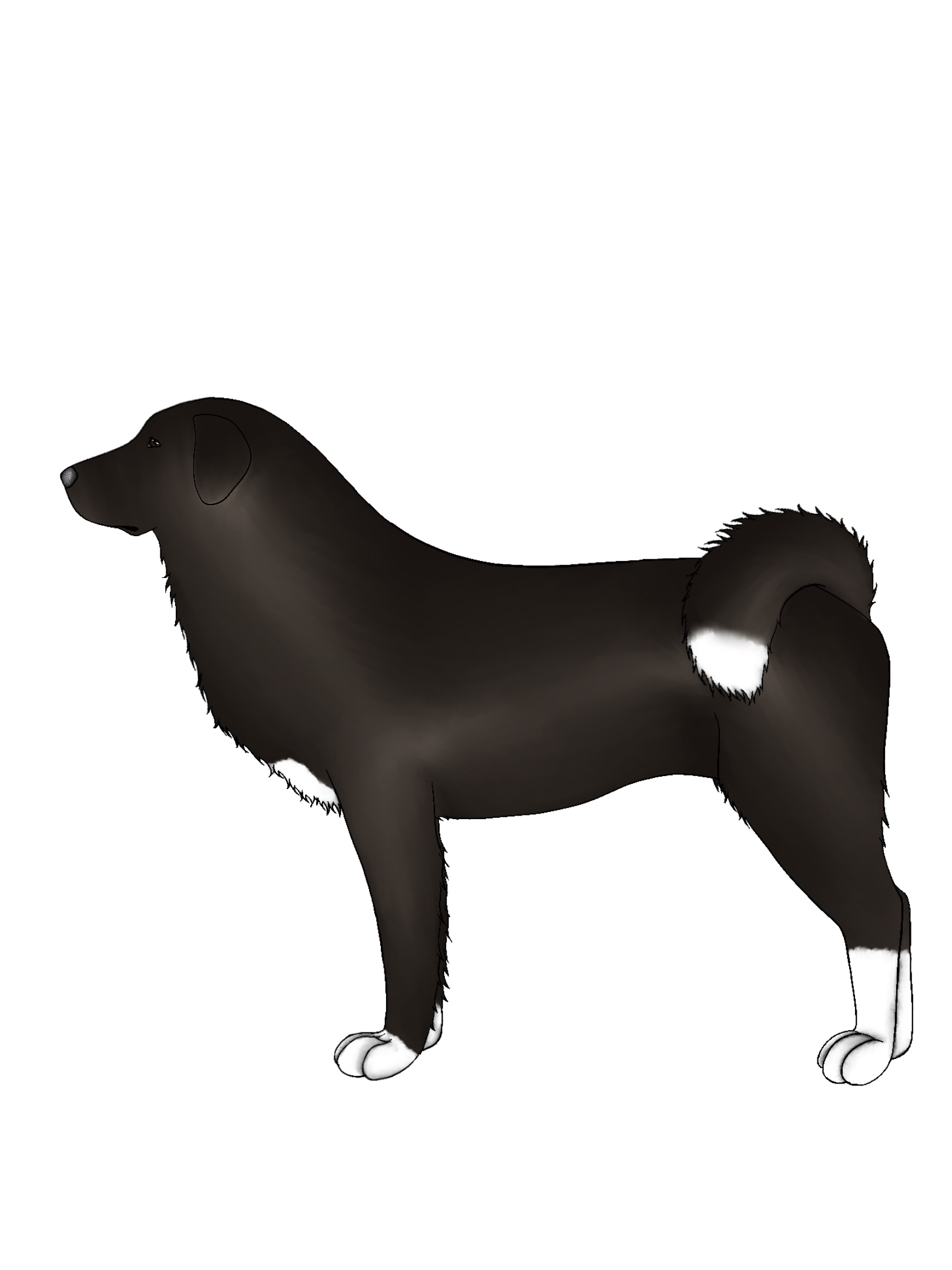
Dibujo digital de un perro Bisben

Bisben es una antigua raza de perro pastor, procedente de la India y relacionado con otras razas del Himalaya.
En ocasiones confundido con una variedad de Dogo del Tíbet, una de sus principales características distintivas es su cabeza lupoide, que no es igual que la cabeza del mastín asociada con sus primos regionales.

## Apariencia
Su cuerpo delgado y musculoso está cubierto de una gruesa y dura capa de pelo de longitud media por lo que esta raza ideal para la vida exterior. El color más común es la capa de color negro azabache con grandes manchas blancas en los pies y el pecho, aunque colores gris lobo e incluso perros con manto tricolor también se puede encontrar en algunas aldeas. La altura media es de alrededor de 26 pulgadas.

## Temperamento
Potente y feroz, esta raza se utiliza principalmente como perro pastor, pero también puede ser un buen perro guardián y cazador de caza mayor. El Bisben puede ser muy agresivo hacia las personas extrañas y perros, así que necesita un manejo cuidadoso y la formación.

## Origen
Existen muchas teorías sobre el origen de la raza, aunque la más extendida es que es resultado de cruces entre lobos y los perros pastores.